# Cacia ligata
Cacia ligata là một loài bọ cánh cứng trong họ Cerambycidae.